# AEG R.I
AEG R.I (Riesenflugzeug – máy bay khổng lồ) là một loại máy bay ném bom hai tầng cánh 4 động cơ của Đức trong Chiến tranh thế giới I.

## Tính năng kỹ chiến thuật (AEG R.I)
Dữ liệu lấy từ The German Giants
Đặc tính tổng quan
- Chiều dài: 19,5 m (64 ft 0 in)
- Sải cánh: 36 m (118 ft 1 in)
- Chiều cao: 6,35 m (20 ft 10 in)
- Diện tích cánh: 260 m2 (2.800 foot vuông)
- Trọng lượng rỗng: 9.000 kg (19.842 lb)
- Trọng lượng có tải: 12.700 kg (27.999 lb)
- Sức chứa nhiên liệu: 2.750 lít (605 Imp.Gall.)
- Động cơ: 4 × Mercedes D.IVa kiểu động cơ piston thằng hàng, 6 cyl. làm mát bằng nước, 194 kW (260 hp) mỗi chiếc
- Cánh quạt: 2 x 2-lá, 5,2 m (17 ft 1 in) đường kính

Vũ khí trang bị

- Súng: 5 × súng máy 7,92 mm (.312 in)
- Bom: 3.800kg (8.377lb)